# Občina Gorenja vas – Poljane
Občina Gorenja vas – Poljane (slovinsky Občina Gorenja vas-Poljane, německy Gemeinde Baiersdorf Pölland) je jednou z 212 občin ve Slovinsku. Nachází se v Hornokraňském regionu na území historického Kraňska. Občinu tvoří 73 sídel, její rozloha je 153,3 km² a k 1. lednu 2017 zde žilo 7 500 obyvatel. Správním střediskem občiny je Gorenja vas.

## Členění občiny
Občina se dělí na sídla:
- Bačne
- Brebovnica
- Bukov Vrh
- Čabrače
- Četena Ravan
- Debeni
- Delnice
- Dobje
- Dobravšce
- Dolenčice
- Dolenja Dobrava
- Dolenja Ravan
- Dolenja Žetina
- Dolenje Brdo
- Dolge Njive
- Fužine
- Goli Vrh
- Gorenja Dobrava
- Gorenja Ravan
- Gorenja vas
- Gorenja Žetina
- Gorenje Brdo
- Hlavče Njive
- Hobovše pri Stari Oselici
- Hotavlje
- Hotovlja
- Jarčje Brdo
- Javorje
- Javorjev Dol
- Jazbine
- Jelovica
- Kladje
- Kopačnica
- Kremenik
- Krivo Brdo
- Krnice pri Novakih
- Lajše
- Laniše
- Laze
- Leskovica
- Lom nad Volčo
- Lovsko Brdo
- Lučine
- Malenski Vrh
- Mlaka nad Lušo
- Murave
- Nova Oselica
- Podgora
- Podjelovo Brdo
- Podobeno
- Podvrh
- Poljane nad Škofjo Loko
- Predmost
- Prelesje
- Robidnica
- Smoldno
- Sovodenj
- Srednja vas-Poljane
- Srednje Brdo
- Stara Oselica
- Studor
- Suša
- Todraž
- Trebija
- Vinharje
- Volaka
- Volča
- Zadobje
- Zakobiljek
- Zapreval
- Žabja vas
- Žirovski Vrh Svetega Antona
- Žirovski Vrh Svetega Urbana